# Weimar (Ahnatal)
Weimar is een deel van de gemeente Ahnatal in Hessen in Duitsland. Weimar hoort bij het district Kassel. Weimar ligt aan de Uerdinger Linie, in het traditionele gebied van het Hessisch dialect.
Weimar ligt aan de grens van het natuurpark Habichtswald, niet ver van Kassel.